# Єлизаветинська лінія
Єлизаветинська лінія (англ. Elizabeth line) — високочастотний гібридний (S-bahn та U-bahn) транспорт у Лондоні та його околицях. 
Здійснює перевезення лінією Crossrail у центрі Лондона між Лондон-Паддінгтон і Аббі-вуд; а також коліями Great Western Main Line від Лондон-Паддінгтона до Редінга та аеропорту Лондон-Хітроу на заході; та коліями Great Eastern Main Line між Ліверпуль-стріт і Шенфілдом на сході. 
Служба названа на честь королеви Єлизавети II, яка офіційно відкрила лінію 17 травня 2022 року; пасажирські перевезення розпочато 24 травня 2022 року.
Проєкт «Crossrail» було затверджено в 2007 році, а будівництво розпочалося в 2009 році. Спочатку планувалося відкрити в 2018 році, проєкт неодноразово відкладався, в тому числі на кілька місяців через пандемію COVID-19.
У травні 2015 року чинне приміське сполучення на дистанції однієї зі східних гілок, між Ліверпуль-стріт і Шенфілдом, були передані TfL Rail; ця  служба також взяла під контроль Хітроу-Коннект у травні 2018 року та деякі місцеві послуги на лінії Паддінгтон — Редінг у грудні 2019 року. 
Ці послуги були доповнені центральною секцією «Crossrail» у травні 2022 року. 
До травня 2023 року центральна частина матиме інтервал руху до 24 дев'ятивагонних поїздів British Rail Class 345 на годину у кожному напрямку.

## Хронологія
|        |                                           |                 |                         | |           |
| Стадія | Мапа                                      | Дата завершення | Дата завершення         | Примітки | Статус    |
| Стадія | Мапа                                      | Плановано       | Фактично                | Примітки | Статус    |
| 0      | Map of the first phase of Crossrail 2015  | Травень 2015    | 31 травня 2015          | Лінію відкрито між Ліверпуль-стріт і Шенфілдом переведено від Abellio Greater Anglia до «TfL Rail» | В роботі  |
| 1      | Map of the first phase of Crossrail 2015  | травень 2017    | 22 червня 2017          | Потяги класу 345 починають курсувати між Ліверпуль-стріт і Шенфілдом у скороченому форматі | В роботі  |
| 2a     | Map of the 2nd phase of Crossrail in 2018 | травень 2018    | 20 травня 2018          | Існуюче сполучення між Паддінгтоном та терміналом 4 Хітроу передано від Heathrow Connect Існуючий трансфер між терміналами 2 і 3 Хітроу та терміналом 4 Хітроу передано від Heathrow Express, обидва до «TfL Rail» | В роботі  |
| 5a     | Map of Crossrail with Reading section     | N/A             | 15 грудня 2019          | Більшість зупинок між Паддінгтоном і Редінгом передано від Great Western Railway на «TfL Rail», та має інтервал до 4 рейсів/год.                                                                                   | В роботі  |
| 2b     | Map of the 2nd phase of Crossrail in 2018 | травень 2018    | 30 липня 2020           | Між Паддінгтоном і Хітроу починають курсувати потяги класу 345 | В роботі  |
| 4a     | Map of the first phase of Crossrail 2015  | N/A             | 26 травня 2021          | Потяги класу 345 повного формату починають курсувати між Ліверпуль-стріт і Шенфілдом | В роботі  |
| 3      | Map of the 3rd phase of Crossrail 2018    | Грудень 2018    | 24 травня 2022          | Початок сполучення між Паддінгтоном і Еббі-вуд; ця дистанція та існуючі маршрути «TfL Rail» перейменовані на Єлизаветинську лінію, інтервал до 12 потягів/годину                                                   | В роботі  |
| 5b     | Map of the 5th phase of Crossrail 2019    | N/A             | Очікувано на осінь 2022 | Початок сполучення між Паддінгтоном і Шенфілдом; і між Редінгом і Хітроу, і Еббі-вуд. Обидві служби функціонують паралельно, використовуючи центральний тунель.                                                    | Будується |
| 5c     | Map of the 5th phase of Crossrail 2019    | грудень 2019    | Очікується травень 2023 | Відкривається повний маршрут, з рейсами між Редінгом і Хітроу на заході та Еббі-вуд і Шенфілдом на сході. | Будується |

## Маршрут

### Станції
| Станція              | Фото                | Початок обслуговування ліній TfL Rail/Єлизаветинської                             | Пересадки |
| -------------------- | ------------------- | --------------------------------------------------------------------------------- | --- |
| Редінг               |                     | 15 грудня 2019                                                                    | National Rail |
| Твайфорд             |                     | 15 грудня 2019                                                                    | National Rail |
| Мейденгед            |                     | 15 грудня 2019                                                                    | National Rail |
| Таплоу               |                     | 15 грудня 2019                                                                    | |
| Бернем               |                     | 15 грудня 2019                                                                    | |
| Слау                 |                     | 15 грудня 2019                                                                    | National Rail |
| Ленглі               |                     | 15 грудня 2019                                                                    | |
| Айвер                |                     | 15 грудня 2019                                                                    | |
| Вест-Дрейтон         |                     | 15 грудня 2019                                                                    | National Rail |
| Хітроу-Термінал 5    |                     | 9 травня 2020                                                                     | Piccadilly Line |
| Хітроу-Термінал 4    |                     | 20 травня 2018                                                                    | |
| Хітроу-Центральне    |                     | 20 травня 2018                                                                    | |
| Гайес-енд-Гарлінгтон |                     | 20 травня 2018                                                                    | National Rail |
| Саутолл              |                     | 20 травня 2018                                                                    | National Rail |
| Ганвелл              |                     | 20 травня 2018                                                                    | |
| Вест-Ілінг           |                     | 20 травня 2018                                                                    | National Rail |
| Ілінг-Бродвей        |                     | 20 травня 2018                                                                    | National Rail · Central line (London Underground) · District Line |
| Актон-Майн-лайн      |                     | 20 травня 2018                                                                    | |
| Олд-Оук-Коммон       | Зображення ще немає | Очікується 2026                                                                   | National Rail |
| Паддінгтон           |                     | Магістральна станція: 20 травня 2018 Станція Єлизаветинська лінія: 24 травня 2022 | National Rail · Bakerloo Line · Circle line (London Underground) · District Line · Hammersmith & City Line                                                            |
| Бонд-стріт           | Зображення ще немає | Ще не працює (затримано)                                                          | Central line (London Underground) · Jubilee Line |
| Тоттенгем-корт-роуд  |                     | 24 травня 2022                                                                    | Central line (London Underground) · Northern Line |
| Фаррінгдон           |                     | 24 травня 2022                                                                    | National Rail · Circle line (London Underground) · Hammersmith & City Line · Metropolitan Line                                                                        |
| Ліверпуль-стріт      |                     | Магістральна станція: 31 травня 2015 Станція Єлизаветинська лінія: 24 травня 2022 | National Rail · Lea Valley lines · Central line (London Underground) · Circle line (London Underground) · Hammersmith & City Line · Metropolitan Line · Northern Line |
| Вайтчепел            |                     | 24 травня 2022                                                                    | East London Line · District Line · Hammersmith & City Line |
| Кенері-Ворф          |                     | 24 травня 2022                                                                    | Jubilee Line · Docklands Light Railway |
| Кастем-хаус          |                     | 24 травня 2022                                                                    | Docklands Light Railway |
| Вулвіч               |                     | 24 травня 2022                                                                    | National Rail · Docklands Light Railway |
| Аббі-вуд             |                     | 24 травня 2022                                                                    | National Rail |
| Стратфорд            |                     | 31 травня 2015                                                                    | National Rail · North London Line · Central line (London Underground) · Jubilee Line · Docklands Light Railway                                                        |
| Меріленд             |                     | 31 травня 2015                                                                    | |
| Форест-гейт          |                     | 31 травня 2015                                                                    | (з Вонстед-парк) |
| Манор-парк           |                     | 31 травня 2015                                                                    | |
| Ілфорд               |                     | 31 травня 2015                                                                    | |
| Севен-Кінгс          |                     | 31 травня 2015                                                                    | |
| Гудмейз              |                     | 31 травня 2015                                                                    | |
| Чадвелл-Гіт          |                     | 31 травня 2015                                                                    | |
| Ромфорд              |                     | 31 травня 2015                                                                    | National Rail · Romford–Upminster line |
| Джидея-парк          |                     | 31 травня 2015                                                                    | |
| Гарольд-вуд          |                     | 31 травня 2015                                                                    | |
| Брентвуд             |                     | 31 травня 2015                                                                    | |
| Шенфілд              |                     | 31 травня 2015                                                                    | National Rail |

## Рухомий склад
| Клас              | Фото | Тип | Макс швидкість | Макс швидкість | Вагонів | Кількість | Маршрут | Рік побудови | В дії                   |
| Клас              | Фото | Тип | mph            | км/год         | Вагонів | Кількість | Маршрут | Рік побудови | В дії                   |
| ----------------- | ---- | --- | -------------- | -------------- | ------- | --------- | --- | ------------ | ----------------------- |
| Class 315         |      | EMU | 75             | 120            | 4       | 8         | Ліверпуль-стріт – Шенфілд (тільки будні)                                                                                       | 1980–1981    | 1980–сьогодення         |
| Class 345 Aventra |      | EMU | 90             | 145            | 7 або 9 | 70        | - Редінг – Паддінгтон - Хітроу-Термінал 4 & Хітроу-Термінал 5 – Паддінгтон - Паддінгтон – Аббі-вуд - Ліверпуль-стріт – Шенфілд | 2015–2019    | червень 2017–сьогодення |
| Class 345 Aventra |      |     |                |                |         |           | |              |                         |